# Artiphex
Genre
Synonymes
- Artifex Kallal & Hormiga, 2018 nec Silveira, 2008

Artiphex est un genre d'araignées aranéomorphes de la famille des Araneidae.

## Distribution
Les espèces de ce genre se rencontrent en Australie au Queensland et en Nouvelle-Calédonie.

## Liste des espèces
Selon World Spider Catalog (version 25.0, 19/03/2024) :
- Artiphex joannae (Berland, 1924)
- Artiphex melanopyga (L. Koch, 1871)

## Systématique et taxinomie
Artifex Kallal & Hormiga, 2018 étant préoccupé par Artifex Silveira, 2008, il a été remplacé par Artiphex par Kallal et Hormiga en 2022. Il est placé dans les Phonognathidae par Kuntner et al. en 2023 puis dans les Araneidae par Hormiga et al. en 2023.

## Publications originales
- Kallal & Hormiga, 2022 : « Artiphex nom. nov. (Araneae: Araneidae), a new replacement name for Artifex Kallal & Hormiga, 2018, preoccupied by Artifex Silveira, 2008 (Hymenoptera: Vespidae). » Zootaxa, no 5175(3), p. 394.
- Kallal & Hormiga, 2018 : « Systematics, phylogeny and biogeography of the Australasian leaf-curling orb-weaving spiders (Araneae: Araneidae: Zygiellinae), with a comparative analysis of retreat evolution. » Zoological Journal of the Linnean Society, vol. 184, no 4, p. 1055-1141.